# Galina Voskobojeva
Galina Olegovna Voskobojeva (russisk: Галина Олеговна Воскобоева, født 18. december 1984 i Moskva, Sovjetunionen) er en professionel tennisspiller fra Kasakhstan.

## Karriere
Hendes højeste rangering på WTA single ranglisten opnåede hun, da hun d. 9. januar 2012 blev nummer 55. I double er den bedste placering nummer 31, hvilket blev opnået 29. januar 2007.
I 2008 skiftede hun sit statsborgerskab fra russisk til kasakhstansk.